# 제22회 서울 국제 만화 애니메이션 페스티벌
제22회 서울 국제 만화 애니메이션 페스티벌은 2018년 8월 23일에 열린 시상식이다.

## 수상 및 후보

### 장편 - 그랑프리
- 해피니스로드 - 신인성 수상

### 장편 - 심사위원 특별상
- 소나기 - 안재훈 수상

### 단편 - 그랑프리
- 트윗-트윗 - 잔나 비크맘베토바 수상

### 단편 - 우수상
- 스킨 포 스킨 - 케빈 D. A. 쿠리트닉 외 1명 수상

### 단편 - 심사위원 특별상
- 풀타임 잡 - 질스 쿠벨리어 수상

### 특별경쟁 - 시카프 초이스상
- 더 서브젝트 - 패트릭 보우차드 수상

### 특별경쟁 - 시카프 아시아상
- 쿵 푸드 - 순 하이펑 수상

### 특별경쟁 - 한국 작품상
- 아주 특별한 선물 - 정민영 외 1명 수상

### 특별경쟁 - 시카프 초이스
- 그림자 사이 - 모니카 샌토스 외 1명
- 더 서브젝트 - 패트릭 보우차드
- 판타 뤼 - 우터 봉가츠
- 결혼식 - 후안 카멜라델라
- 퍼스트 블룸 - 팅팅 리우
- 비아 - 이지 버튼
- 괴짜 - 파우스토 몬타나리
- 늦은 오후 - 루이스 바뇰
- 머큐리오 - 미셸 베르나르디

### 특별경쟁 - 시카프 아시아
- 쿵 푸드 - 쑨 하이펑
- 내장 토끼 - 김진수
- 리틀 히어로 - 안토니우스 리 외 1명

### 시카프 온라인 - 우수상
- 닉 서머 #1 #2 #3 - 오스카 오브리 외 3명 수상

### 시카프 키드 부문 - 우수상
- 트렁키 - 예카테리나 필립포바 수상

### 시카프 파일럿 - 우수상
- 나비야 - 이정수 외 1명 수상

### 학생 - 그랑프리
- 이너프 - 안나 만차리스 수상

### 학생 - 우수상
- 인간보다 못한 - 스테픈 방 린드홀름 외 7명 수상

### 학생 - 심사위원 특별상
- 고슴도치 - 에드워드 버머 수상

### 경쟁장편부문
- 행복길 사람들 - 신인성
- 소나기 - 안재훈
- 더 스톨른 프린세스 - 올레 말라므
- 신밧드. 일곱 폭풍의 해적 - 블라드 바르베
- 타임스케이프 - 얼빈 한

### 경쟁단편부문
- 풀 타임 잡 - 질스 쿠벨리어
- 어 다크 데이 오브 인저스티스 - 다니엘라 피오레 외 1명
- 세바 – 폴 무레산이 제작한 단편 영화 - 폴 무레산
- 데스 밴 - 마이클 엔즈브루너
- 바보 - 두샨 다비브 오프
- 칼 - 찰리 아우프로이
- 영원한 사랑 - 안드리 슈첸백
- 방 - 미카엘 소차
- 런 로스탐 런 - 호세인 몰라이예미
- 스킨 포 스킨 - 케빈 디 에이 외 1명
- 열기구 조종사 - 레온 페르난데스
- 더 박스 - 듀산 카스테릭스
- 트윗-트윗 - 잔나 비크맘베토바
- 야수 - 니콜라스 케펜스 외 1명
- 음 - 니콜라스 퐁

### 경쟁학생부문
- 이너프 - 안나 만차리스
- 무대 오른쪽 출구 - 리스 웰던 외 1명
- 호수의 생명체 - 레나타 안투네즈 외 10명
- 페이싱잇 - 샘 게인즈브로우
- 꽃의 발견 - 존 리우웨링크
- 검볼 머신 - 이정호
- 고슴도치 - 에드워드 버머
- 저스트 워킹 - 한수빈
- 죽음과 춤을 춘 밤 - 빈센트 지바우드
- 콘스탄트 익스프리언스 - 유승연 외 2명
- 우주의 개척자 - 벤자민 베넌 외 4명
- 인간보다 못한 - 스테픈 방 린드홀름 외 7명
- 어린 강도들 - 알렉스 아베지미안
- 모스 - 이와 루코우
- 네거티브 스페이스 - 맥스 포터 외 1명
- 퍼퓸프레이즈 - 알릭스 아라울트 외 3명
- 경찰 - 에드 스미스
- 18호실 Room No.18 - 가이 샤하프
- 스트로베리 번: 스넙그럽의 침략 - 제레미 설리반
- 갈망의 탱고 - 말타 스지만스카
- 방랑자 - 알노드 레앙 외 8명
- 시안 - 록산 캄포이 외 3명

### 경쟁 시카프 키드 부문
- 반지의 비밀 일기 - 임만식
- 리쥬코브 스트릿에서 온 아기 고양이 - 알렉세이 자미스로브
- 그리지와 나그네쥐 – 순간이동이 가야 할 길! - 빅토르 몰린
- 코코의 날 - 타티아나 모시코바
- 샌드맨 - 나탈리아 허미다
- 바다 위의 유리병 - 마리 캐롤라인 빌랜드
- 완벽하게 못된 아이들 - 타티아나 키셀레바
- 내가 당신을 얼마나 사랑하는지 맞춰봐요: 황홀한 부활절 - 조 보아그
- 트렁키 - 에카테리다 플립포바

### 시카프 온라인
- 나비야 - 이정수 외 1명
- 배럴 휴먼 - 모스 스튜디오
- 아주 특별한 선물 - 정민영 외 1명
- 복숭아 꽃 물고기 - 천 하이루 외 1명
- 뇌 - 조지 김
- 닉 서머 #1 #2 #3 - 오스카 오브리 외 3명
- 배틀드림 연대기: 새로운 시작 - 알라인 비다드
- 개의 인생 - 지오반니 안소니
- 에프제이이알 - 자네트 네르가르드

### 제3의 앵글
- 릴라와 마법의 책 - 마르셀라 링콘 곤잘레스